# Vartan Kechichian
Mons. Vartan Kechichian (13. září 1933 Kessab – 22. listopadu 2017) byl arménský kněz Arménské katolické církve, arcibiskup, emeritní koadjutor ordinář východní Evropy a člen kongregace Mechitaristů

## Život
Narodil se 13. září 1933 v Kessabu. Po střední škole vstoupil k Mechitaristům. Na kněze byl vysvěcen 8. září 1959.
Dne 17. února 2001 jej papež Jan Pavel II. jmenoval koadjutorem ordinářem Arménského ordinariátu Východní Evropy a titulárním arcibiskupem z Mardinu. Biskupské svěcení přijal 13. května 2001 z rukou patriarchy Nersésese Bédrose XIX. Tarmouniho a spolusvětiteli byli biskup Vartan Achkarian a biskup Jean Teyrouz.
Dne 2. dubna 2005 přijal papež Jan Pavel II. jeho rezignaci na post koadjutora ordináře.